# Blakea repens
Blakea repens är en tvåhjärtbladig växtart som först beskrevs av Hipólito Ruiz López och Pav., och fick sitt nu gällande namn av David Don. Blakea repens ingår i släktet Blakea och familjen Melastomataceae. Inga underarter finns listade i Catalogue of Life.